# 步騭
步騭（？—247年），字子山，臨淮淮陰（今江苏淮安）人，三国时期東吳將領及重臣，與孫權寵妃步練師同族，繼陸遜督西陵，后又繼陸遜為丞相。
步騭爲人寬雅深沉，喜怒不形于色，拜相之後仍然教導門生，手不釋卷，衣飾和居處仍同儒生一樣樸素，在當時和諸葛瑾、嚴畯、張承齊名，爲人所稱。
步騭在西陵二十年，頗有威信，死後其子步闡繼業為西陵督，在孫皓時降晉，為陸抗在西陵之戰擊敗，步氏夷滅，全族僅步璿幸存。

## 生平

### 寬雅沉深
史書記載步騭為春秋時期晉國大夫楊食之後，因其采邑在步這個地方，遂以步為氏。秦漢之際步氏族人有為將軍者，以功封淮陰侯，步氏於是成為淮陰大族。
步騭因戰亂避居江东，到江東後孑然一身，生活窮困，與同齡的廣陵人衞旌交好，二人耕種自給自足，在晚間努力研習書籍，步骘广泛地学习各种学问和技艺，各种书籍无不通读博览。

### 始通交州
建安十五年（210年），步騭被任命為翻陽太守，同年，徒交州刺史，立武中郎將，領武射吏千人，即時南行出發。翌年，由於賴恭被蒼梧太守吳巨逼走，回到小零陵及越城求救於步騭，吳巨逐迎之。步騭以吳巨陰懷異心，外附內違，誘斬之，威聲大震，自始通南土，士燮隨之伏降於孫權。步騭加封加拜平戎將軍，封廣信侯。

### 故戰少敗

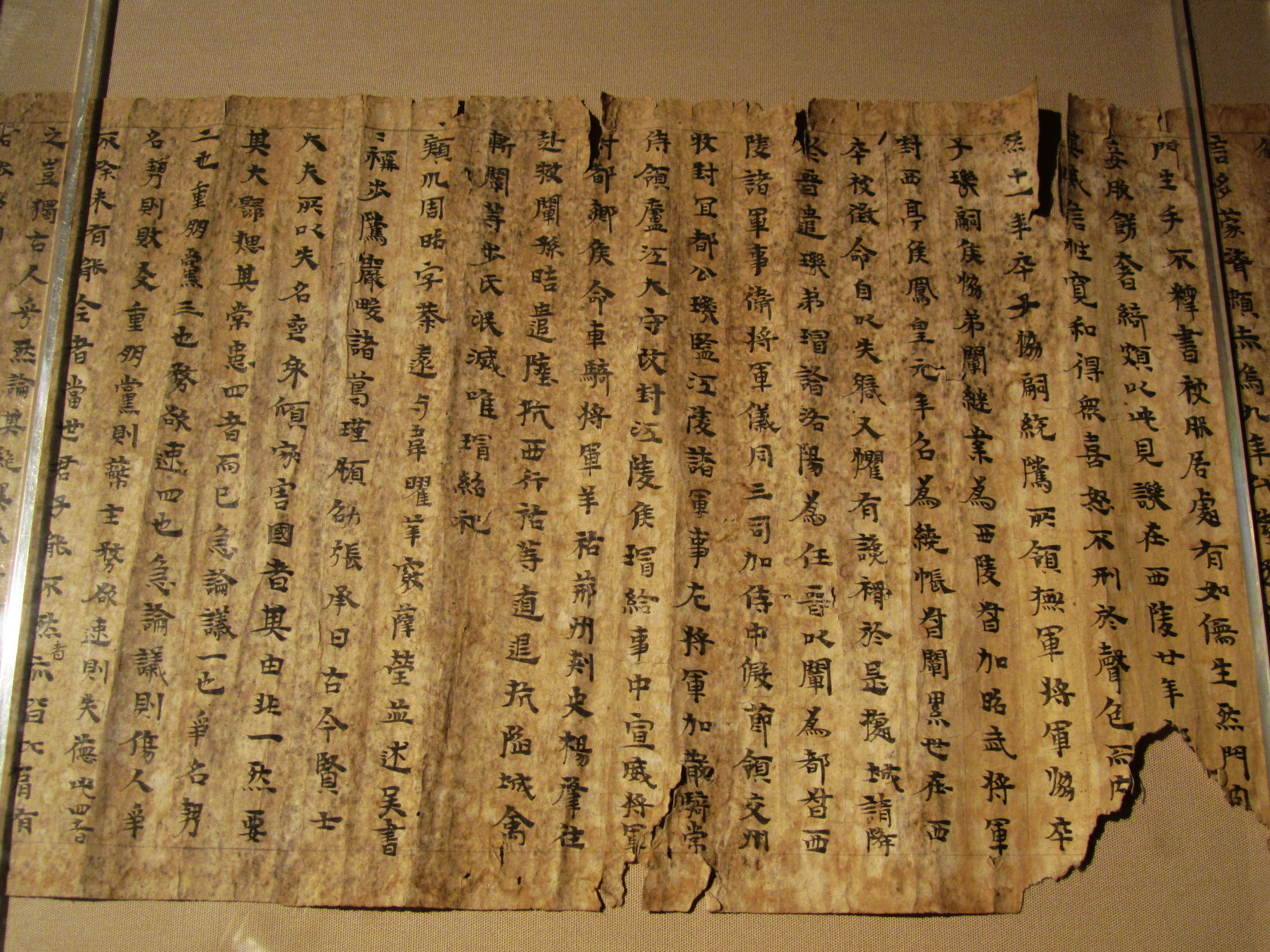
三国志·步骘传残卷，东晋隶书抄本，高24.2厘米，宽42厘米，现存25行，440字，保存了传记的后半部和评语的前半部，藏经洞出土，敦煌研究院藏。

孙权被曹操表為討虜將軍後，任命步騭为主记，後辞官与張承、诸葛瑾、严畯在吳中各地拜訪賢士，三人逐渐声名显赫，被称为当世的英杰俊才。後又當過海鹽長，車騎將軍東曹掾，徐州治中。建安十五年（210年）为鄱陽太守，不久又遷任交州刺史、立武中郎将，領著千餘人南行接管交州。建安十六年（211年）追拜使持節、征南中郎将。步騭到後，苍梧太守吴巨阴怀异心，不聽從調遣，步騭設局将他斩杀，名聲大振，交趾太守士燮率眾歸附東吳；当时，前刺史张津故将夷廖、钱博之徒仍然割据山头，称雄一方，步骘逐一将其讨伐消灭，交州的秩序才渐渐趋于稳定，法令遂得到执行。後來雍闓殺蜀漢任命的太守正昂，並要求投降東吳，步騭接納並安撫。步騭因穩定交州有功，加任平戎將軍，封廣信侯。

### 聲名光國
延康元年（220年），孫權任命呂岱為交州刺史，取代步騭，步騭於是率領一萬名交州義士出交州，到長沙時正遇上劉備東征孫權，武陵郡的蠻夷更接受蜀漢的招降，蠢蠢欲動，於是孫權命步騭駐守益陽。222年，劉備於夷陵被陸遜擊敗，但零陵、桂陽等郡仍然不穩，步騭領兵穩定郡縣。
黄武二年（223年），步騭遷任右将军左护军、改封临湘侯。黃龍元年（229年），孙权称帝，任命步騭为骠骑将军、領冀州牧，同年都督西陵，代替陸遜安定吳蜀二境。後來因吴在與蜀漢二分天下的計劃上將冀州劃給蜀漢，步骘被解除冀州牧職銜。
后来，孙权迁都建业，留太子孙登和上大将军陆逊继续镇守武昌。孙登写信给步骘，请求教诲。步骘于是把当时在荆州界内担任重要职务的官员即诸葛瑾、陆逊、朱然、吕岱、潘濬、裴玄、夏侯承、卫旌、李肃、周条、石幹等十一人列出，对他们的品行才能进行逐一的介绍分析，且上疏希望孙登要信任和重用这些杰出人才。
后来孙权信任酷吏中书校事吕壹，让他负责监察百官、处理刑狱。吕壹经常对官员的公文进行审核，对许多具体事项吹毛求瑕，稍微有问题的官员就会被诬陷以重罪，且滥用严刑，弹劾处理了许多无辜官员，甚至左将军朱据、丞相顾雍等也难免被诬陷以罪名而遭到软禁。后来典军吏刘助提供证据证明朱据无罪，揭发吕壹制造冤案的真相，在潘濬等人的压力下後來孫權終於覺悟，誅殺呂壹。虽然步骘曾上書孙权言及校事制度，但并没有点出吕壹之名，而且有的上书在吕壹伏诛之后；故在吕壹被杀后，孙权在归咎于己的同时，仍下诏责怪步骘和诸葛瑾、吕岱、朱然以身为武官为由，在吕壹事件中置身事外。步騭先後上書數十次，孫權雖然不是全部接納，但都多次采納他的言詞。
步骘族人步练师为孙权宠妃，生前即被称为皇后，死后更被追为皇后，孙鲁班就是她的大女儿。在孙权子太子孙和和鲁王孙霸之间的二宫之争中，步骘和孙鲁班立场一致，都支持鲁王，因此遭到史学家裴松之的非议，认为这与他的为人不符，也足可抹杀他的政绩。赤乌九年（246年），支持太子的丞相陆逊因屡遭孙权谴责而忧死，步騭继任丞相。
步騭駐守西陵二十年，蜀漢和曹魏都敬仰他的威信。赤乌十年（247年）五月逝世，由其子步协继承其爵位。后来步骘次子步阐据西陵叛投西晋，但西陵被吴将陆抗攻克，步氏一族几遭夷灭，只有步协的儿子步璿因被派到洛阳为人质而得以幸免。

## 性格特徵
- 《吳書》載步騭「寬雅沉深，能降志辱身。」當日豪族焦征羌放縱霸道，步騭與衞旌獻瓜討好焦征羌但受辱，衞旌不能忍受，但步騭卻說：「吾等貧賤，是以主人以貧賤遇之，固其宜也，當何所恥？」
- 《三國志》載他性格「寬弘得眾，喜怒不形於聲色，而外內肅然。」因此得到當地人的的尊敬，即使敵人也敬仰他。
- 步騭教導門生時，手不釋卷，衣飾和居處都和一般儒生一樣樸素。但妻妾的衣飾奢華令他被當時人譏笑。

## 評價
- 韋昭《吳書》：“騭博研道藝，靡不貫覽，性寬雅沈深，能降志辱身。歲餘，騭以疾免，與琅邪諸葛瑾、彭城嚴畯俱游吳中，並著聲名，為當時英俊。 ”
- 陳壽《三國志·吳書七·張顧諸葛歩傳》：“在西陵二十年，鄰敵敬其威信。性寬弘得眾，喜怒不形於聲色，而外內肅然”“諸葛瑾、步騭並以德度規檢見器當世” 。
- 周昭：“當世君子能不然者，亦比有之，豈獨古人乎！然論其絕異，未若步丞相之為美也。 ”
- 呂範、諸葛恪：“每讀步騭表，輒失笑。此江與開闢俱生，寧有可以沙囊塞理也！”
- 孫盛：“風雅則諸葛瑾、張承、步騭以聲名光國。”
- 孫登：“步騭忠於為國，通達治體。”
- 傅玄《傅子》：“及權繼其業，有張子布以為腹心，有陸議、諸葛瑾、步騭以為股肱，有呂範、朱然以為爪牙，分任受職，乘間伺隙，兵不妄動，故戰少敗，而江南安。”

## 後代
- 步協，繼承步騭爵位，任撫軍將軍。
  - 步璣，步協之子，繼承父親爵位。
  - 步璿，步璣之弟，陸抗幾乎滅絕步氏一族，作為西晉人質的他成了唯一的倖存者。
- 步闡，繼任為西陵督，任昭武將軍，封西亭侯。後來叛吳被斬。

## 延伸阅读
[在维基数据编辑]
 在维基文库阅读此作者作品
 《三國志·卷52》，出自陳壽《三國志》
| 官衔        | 官衔                 | 官衔        |
| ----------- | -------------------- | ----------- |
| 前任： 陸遜 | 孫吳丞相 245年—247年 | 繼任： 朱据 |